# Lijst van voetbalinterlands Bhutan - Mongolië
Deze lijst van voetbalinterlands is een overzicht van alle officiële voetbalinterlands tussen de nationale teams van Bhutan en Mongolië. De landen hebben tot nu toe een keer tegen elkaar gespeeld. Dat was op 27 april 2003 in Thimphu, in een kwalificatiewedstrijd voor de Azië Cup 2004.

## Wedstrijden
| № | Plaats  | Datum         | Competitie                 | Wedstrijd         | Uitslag |
| - | ------- | ------------- | -------------------------- | ----------------- | ------- |
| 1 | Thimphu | 27 april 2003 | Azië Cup 2004 kwalificatie | Mongolië − Bhutan | 0 − 0   |

## Samenvatting
| Competitie            | Totaal gespeeld | Winst Bhutan | Gelijk | Winst Mongolië | Doelsaldo Bhutan – Mongolië |
| --------------------- | --------------- | ------------ | ------ | -------------- | --------------------------- |
| Azië Cup-kwalificatie | 1               | 0            | 1      | 0              | 0 − 0                       |
| Totaal                | 1               | 0            | 1      | 0              | 0 − 0                       |

Wedstrijden bepaald door strafschoppen worden, in lijn met de FIFA, als een gelijkspel gerekend.
BFF · Bhutaans vrouwenelftal
Afghanistan ·
Bangladesh ·
Brunei ·
Cambodja ·
Centraal-Afrikaanse Republiek ·
China ·
Filipijnen ·
Guam ·
Hongkong ·
India ·
Indonesië ·
Jemen ·
Koeweit ·
Laos ·
Libanon ·
Macau ·
Malediven ·
Maleisië ·
Mongolië ·
Montserrat ·
Nepal ·
Oman ·
Pakistan ·
Palestina ·
Qatar ·
Saoedi-Arabië ·
Sri Lanka ·
Tadzjikistan ·
Thailand ·
Turkmenistan
MFF · Mongolisch vrouwenelftal
Interlands
Tegenstander:
Afghanistan ·
Azerbeidzjan ·
Bangladesh ·
Bhutan ·
Brunei ·
Cambodja ·
Filipijnen ·
Georgië ·
Guam ·
Hongkong ·
India ·
Japan ·
Jemen ·
Kirgizië ·
Koeweit ·
Laos ·
Libanon ·
Macau ·
Malediven ·
Maleisië ·
Mauritius ·
Myanmar ·
Noord-Korea ·
Oezbekistan ·
Oost-Timor ·
Palestina ·
Saoedi-Arabië ·
Singapore ·
Sri Lanka ·
Tadzjikistan ·
Taiwan ·
Tanzania ·
Vanuatu ·
Vietnam ·
Zuid-Korea